# Martha Levisman
Martha Levisman de Clusellas (sinh năm 1933 - mất ngày 13 tháng 6 năm 2022) là một kiến trúc sư, nhà lưu động và sử gia người Argentina. Bà được biết đến nhiều nhất với ba tòa nhà của Quỹ Antorchas ở Buenos Aires và một phần bà đóng vai trò phát triển Thư viện Quốc gia ở Buenos Aires. Năm 1985, bà hoàn thành tòa nhà Antorchas đầu tiên Nhà văn Roberto Segren lưu ý cách công trình của mình trong tòa nhà Antorchas đầu tiên đã biến đổi một "đại diện cung điện bị hư hỏng của kiến trúc vô danh của các nhà xây dựng người Ý vào cuối thế kỷ XIX" trong khu phố San Telmo.

## Tiểu sử
Từ 1952 đến 1958, bà học tại Khoa Kiến trúc và Đô thị tại Đại học Buenos Aires, cùng với Beatriz Goldestein, Nely Cueitel và Nora Monreal. Đó là trong giai đoạn chuyển tiếp khi một số nhân viên đang giảng dạy phong cách nghệ thuật Beaux trong khi những người khác đã bắt đầu chuyển sang chủ nghĩa hiện đại, đặc biệt là César Janello và Tomás Maldonado, người đã dạy thiết kế. Bà cũng có thể được hưởng lợi từ các bài giảng của Odilia Suárez và Enriqueta Méoli, cả hai đều theo các xu hướng mới nổi.
Bà đang trên đường rời Buenos Aires để bắt tay vào nghiên cứu thêm ở Rosario, nơi có một trường kiến trúc mới nhưng cô ở lại thủ đô sau khi gặp Gerardo Clusellas (1929–73), người trở thành đối tác kinh doanh của bà, chồng và người cha. của ba người con trai. Từ năm 1957, bà bắt đầu sự nghiệp tại trường đại học, làm việc dưới thời Janello và với Wladimiro Acosta. Từ năm 1963 đến năm 1966, bà đã lãnh đạo các dự án thực tế đầu tiên trong bộ phận của Alfredo Ibarlucía. Sau đó bà làm việc với Mario Tempone. Với sự trở lại của nền dân chủ vào năm 1984, bà trở lại Khoa Kiến trúc tại Đại học Buenos Aires với tư cách là giảng viên chịu trách nhiệm về các sự kiện văn hóa cho đến năm 1889 khi cô làm việc cho hiệu trưởng, nghiên cứu và sắp xếp các cuộc triển lãm lịch sử.
Giữa năm 1998 và 2002, Levisman là Giám đốc của ARCA, trung tâm lưu trữ kiến trúc của Argentina (Asociación Civil para el Archivo de Arquitectura Contemporánea Argentina); bà cũng là chủ tịch của ARCA. Là một nhà lưu trữ, bà đã làm việc cho gia đình Bustillo. Levisman đã tiến hành nghiên cứu như một nhà sử học vào kiến trúc, trong một ví dụ cho rằng "phong cách Bariloche" được "tạo ra bởi một nhóm các nhà phát triển giàu có ở Argentina lấy cảm hứng từ 'thực dân, ảo tưởng và tưởng tượng'".
Là một kiến trúc sư, bà là một thành viên trong công ty của chồng mình. Các công trình hoàn thành quan trọng nhất bao gồm Trụ sở chính Antorchas (1985), tòa nhà TAREA Foundation (được cải tạo năm 1987) và bổ sung cho khu phức hợp Antorchas để xây dựng một thư viện ảnh, hoàn thành vào năm 1991. Năm 1989, bà được giao nhiệm vụ hoàn thành công việc Thư viện Quốc gia, một dự án khá lớn đòi hỏi phải soạn thảo lại kế hoạch cho nội thất đã bị sai lệch.